# Sebastian Polter
Sebastian Polter (Wilhelmshaven, 1991. április 1. –) német labdarúgó, a VfL Bochum csatára.

## Életpályája
Sebastian Polter kapusként kezdett futballozni a schortensi Heidmühler FC csapatában. 2002-ben behívták az Alsó-Szászországi Labdarúgó Szövetség válogatottjába. Tizenkét éves korában visszatért szülővárosába, ahol az SV Werder Bremen tehetségkutató szakemberei felfedezték őt, és egy évvel később bejutott a klub ifjúsági csapatába. Bár meghívták az ottani DFB ifjúsági csapatába, nem kapus jövőre vágyott, hanem csatárként akart bizonyítani. Mivel ez Brémában nem volt lehetséges számára, az SV Wilhelmshavenhez igazolt, ahol élhetett ezzel a lehetőséggel. Első mérkőzésén mind az öt gólt megszerezte csapatában; összesen 69 gólt szerzett egy év alatt. Ismét beválasztották az alsó-szászországi válogatottba, amellyel 2006-ban német bajnok lett, és a Német labdarúgó-szövetség U15-ös csapatában is játszott. Egy évvel később az Eintracht Braunschweig csapatában játszott, ahol U16-os válogatott játékos lett, és 2007 márciusában megkapta a Német labdarúgó-szövetség „Hónap tehetsége” díját.